# Hermann Wanderscheck
Hermann Wanderscheck (* 16. Mai 1907 in Rixdorf; † 24. April 1971 bei Recklinghausen) war ein Redakteur und Referent im Reichsministerium für Volksaufklärung und Propaganda, Theaterkritiker und Dramatiker. Sein Pseudonym war Hermann W. Anders.

## Leben

### Herkunft und Studium
Hermann Wanderscheck war der Sohn von Dr. phil. Hermann Wanderscheck, der nach dem Berliner Adressbuch von 1907 in Rixdorf in der Schönstedtstraße 15 wohnte. Seine Mutter war Katharina Wanderscheck, geb. Ertel. Wanderscheck besuchte ein Realgymnasium in Dresden. Er studierte Literaturgeschichte, Geschichtswissenschaft und Zeitungswissenschaft an den Universitäten: Université de Genève, Universität London, Friedrich-Wilhelms-Universität Berlin und an der philosophischen Fakultät der Ludwig-Maximilians-Universität in München bei dem Professor für Neuere Geschichte Arnold Oskar Meyer, und bei dem Planmäßigen außerordentlichen Professor für Zeitungswissenschaft Karl d’Ester, Im Wintersemester 1933/34 wohnte Hermann Wanderscheck in der Ohmstraße 14/2. Wanderscheck promovierte mit der Arbeit Die englische Propaganda im Weltkrieg gegen Deutschland 1914–1918 in München 1934 zum Dr. phil. Das mündliche Examen fand am 12. Juli 1934 statt.
Mit seinen Schriften diente Wanderscheck Goebbels Reichsministerium für Volksaufklärung und Propaganda bei der Verbreitung von Feindbildern zur Vorbereitung des Zweiten Weltkriegs, zum Beispiel mit seinen Büchern:
- Weltkrieg und Propaganda,[10]
- Die englische Lügenpropaganda im Weltkrieg und heute,
- Höllenmaschinen aus England. Hinter den Kulissen der Londoner Lügenhetze,
- Dunkelmänner um Churchill.

So waren etwa die The Times oder der Observer „Englische Propaganda Schriften“. Als Mitglied der Reichsschrifttumskammer war er von 1936 bis 1938 Redakteur der „Deutschen Theaterzeitung. Fach- und Korrespondenzblatt für das gesamte Theaterwesen“. Im Fragebogen der Reichsschrifttumskammer vom 12. Februar 1937 gab er an, kein Mitglied der NSDAP zu sein. Von 1938 bis 1943 war er Hauptschriftleiter der Zeitschrift „Der Autor“ und Musikkritiker der Zeitschrift „Film-Kurier“.

### Hauptschriftleiter und Referent im Reichspropagandaministerium
Wanderscheck notierte in seinem Artikel: Der Schauspieler des Dritten Reiches – Gespräch mit Staatsschauspieler Lothar Müthel: „Wie stehen Dramatiker und Schauspieler heute zueinander? Der nationalsozialistische Dramatiker, der einen neuen Dialog mit kämpferischem Gefälle schreibt, verlangt einen Schauspieler der politischen Intensität. Die Figuren und Personen verlangen ein Bekennertum. Die Form dieses Bekennertums wird von der dramatischen Dichtung vorgeschrieben. Sie ist eine Form der stilistischen und weltanschaulichen Disziplin, Zucht und gradlinigen Haltung, eine Form der stählernen Romantik in der konzentrierten Dialektik und Tragik. Idee und Bekennertum sind eine unlösbare Einheit eingegangen. Fiebernd und voller Einsatzbereitschaft drückt sich der neue Schauspieler in dieser neuen, kraftgeladenen, spannungsvollen Dialogbewegung aus.“ In seinem Buch „Deutsche Dramatik der Gegenwart“ schreibt er in typischer nazistischer Manier: „Hier wird der letzte Sinn des politischen Dramas klar, daß es nicht um den einzelnen geht, sondern um das, was er dem Leben als Vermächtnis hinterläßt. Der politische Held ist herausgehoben ins Zeitlose, ein Held von ewiger Gültigkeit“.
Zu Beginn des Zweiten Weltkrieges wurde er im September 1939 Referent bei der Presseabteilung im Reichspropagandaministerium. Am 8. November 1939 verübte Georg Elser im Münchener Bürgerbräukeller ein Bombenattentat gegen Hitler und nahezu die gesamte NS-Führungsspitze. Daraufhin verfasste Wanderscheck das Buch „Mord! Spionage! Attentat! Die Blutspur des englischen Geheimdienstes und der Münchner Bomben-Anschlag“, in dem er Großbritannien dafür verantwortlich machte.
Hermann Wanderscheck ereiferte sich in der „Filmwelt“ über den „gemeinen Taschenspielertrick Rothschilds, der mit seinen lumpigen Jobbern der Londoner Börse aus millionenfacher Ehre millionenfachen Profit zog. Da starben die besten Soldaten Europas, Niederländer, Preußen, rheinische und braunschweigische Männer auf dem Schlachtfeld bei Waterloo – und eine dritte Macht war es, die aus Blut Kapital schlug: der Bankier Rothschild“.
Anlässlich des 60. Geburtstages seines Doktorvaters Karl d’Ester im Dezember 1941 schrieb Wanderscheck den Artikel „Kamerad Professor“, wobei er offensichtlich auf die gemeinsame weltanschauliche Gesinnung im Sinne der NSDAP anspielte. D’Ester war im Oktober 1934 vom Gauleiter Adolf Wagner zum ordentlichen Professor ernannt worden.
Hans Hömberg widmete ihm Ostern 1943 ein Exemplar seiner Komödie „Kirschen für Rom“. Friedrich Schreyvogl widmete ihm mit den Zeilen „Hermann Wanderscheck in dankbarer und guter Kameradschaft Friedrich Schreyvogl Juni 1942“ sein Werk Die Weiße Dame. Lustspiel nach einem Entwurf von Hermann Bahr. Mit Schreyvogl stand er auch noch 1963 in Korrespondenz.

### Nach Kriegsende
Nach dem 8. Mai 1945 befahl Marschall Schukow am 15. September 1945 für die Sowjetische Besatzungszone nationalsozialistische Literatur aus den Bibliotheken zu entfernen. Im Februar 1946 wurden alle Werke von Wanderscheck in das „Verzeichnis der auszusondernden Literatur“ aufgenommen. Aber Wanderscheck, in den Westzonen als angeblich „Unbelasteter“ eingestuft, konnte dort nach kurzer Zeit wie später in der Bundesrepublik und in West-Berlin wieder in den Feuilletons der überregionalen Zeitungen unbehelligt wirken und sich wie viele NS-belastete nahtlos in den westdeutschen Kulturbetrieb einfügen. In den von ihm selbst gegebenen Informationen in Kürschners biographisches Theater-Handbuch oder in Wer ist wer? taucht seine Vergangenheit im NS-Staat nicht auf. Seit 1948 war er Berliner Theaterkritiker, seit 1950 ständiger Kritiker bei der Frankfurter Abendpost. Seit 1950 war er Leiter und Gründer der Mykenae-Theater-Korrespondenz in Berlin-Charlottenburg und korrespondierte mit P. Walter Jacob. Wanderscheck korrespondierte mit dem Dramaturgen Rainer Antoine. Auch mit dem Zeitungswissenschaftler Wilhelm Klutentreter trat er in Briefwechsel. Mit dem Schauspieler Jochen Brockmann briefwechselte er 1966. Der Schauspieler und Sänger Franz Zehrer schenkte ihm 1950 ein Foto mit der Widmung: „Meinem erfahrenem Dr. Wanderscheck zur Erinnerung an die Uraufführung Liebe im Dreiklang vom Ur-Mucki-Mix in Old-Heidelberg ! In herzlicher Verbundenheit Ihr Franz Zehrer 15.XI.1950“. Zu dem Dramaturgen Hanno Lunin scheint er ein enges Verhältnis gehabt zu haben, denn dieser wirbt auf seiner Webseite mit Artikeln von Wanderscheck zwischen 1959 und 1963. Wanderscheck war auch ständiger Mitarbeiter der Zeitschrift Der Literat.
Seine Texte wurden von zahlreichen Bühnen in ihre Programmhefte aufgenommen. Er schrieb auch Beiträge für die offiziellen Schriften der Berliner Festwochen.
Hermann Wanderscheck verfasste auch einige Theaterstücke nach den Märchen der Gebrüder Grimm, die von zahlreichen Laienspielgruppen aufgeführt wurden. Er war seit 1950 Chefdramaturg des Astoria-Verlages, Senatsmitglied der 1956 in Hamburg gegründeten Deutschen Akademie der Darstellenden Künste, Mitglied der „Wiener Dramaturgie“, der Dramaturgischen Gesellschaft und der „Berliner Gesellschaft für Theatergeschichte“.
Wanderschek war verheiratet mit der Schauspielerin Erika Biebrich (1938), einer Tochter von Rudolf Biebrach. Geschieden wurde er zwischen 1956 und 1967. Er hatte zwei Kinder: Rainer Wanderscheck und Regina Wanderscheck. Hermann Wanderscheck wohnte zuletzt in „Berlin 19, Länderallee 11“ und starb bei einem Verkehrsunfall am 24. April 1971 in der Nähe von Recklinghausen.

## Schriften
- Hermann W. Anders: Märtyrernovellen. Verlag „Der Aufbruch“ Kurt Virneburg, Berlin 1929.
- Hermann W. Anders: Weg einer Leidenschaft. Bergis Verlag, Wien 1932.[37] Novelle
  - Hermann W. Anders: Passion. Traduit de l’allemand par Claude Grosjean et Lily Goldscheider. Aux Editions Bergis, Paris und Wien 1933.
- Hermann W. Anders: Verkündigung. Gedichte. Kulturpolitischer Verlag, Berlin, Leipzig, München 1933.
- Hermann W. Anders: Atem der Sehnsucht . 2. Aufl., Kulturpolitischer Verlag, Berlin, Leipzig, München 1934.[38] Gedichte
- Die englische Propaganda im Weltkrieg gegen Deutschland 1914–1918. (Inaug. Dissertation Phil. I. Sektion. München 1934, 260 S.)[39]
- Bibliographie zur englischen Propaganda im Weltkrieg. Weltkriegsbücherei, Stuttgart 1935. (Bibliographische Vierteljahrshefte der Weltkriegsbücherei 7)
- Weltkrieg und Propaganda. E.S. Mittler & Sohn, Berlin 1936 Digitalisat
- Deutsche Dramatik der Gegenwart. Eine Einführung mit ausgewählten Textproben. Mit 12 Dichterbildnissen. Verlagshaus Bong & Co, Berlin 1938.[40]
- Heinrich Zerkaulen. Deutscher Volksverlag, München 1939. (Reihe Künder und Kämpfer)
- Englands Lügenpropaganda im Weltkrieg und heute. Reihe: Schriften des Deutschen Instituts für Außenpolitische Forschung und des Hamburger Instituts für Auswärtige Politik, 38. Junker & Dünnhaupt, Berlin 1940
  - Cherman Vanderšek: Lužitě na anglijskata propaganda prez světovnata vojna i seta. Frickert, Berlin 1941 (Izdanija na Germanskija Inst. za vǔnšno-polit. izsledvanija 38)In kyrillischer Schrift, bulgarisch
- Höllenmaschinen aus England. Hinter den Kulissen der Londoner Lügenhetze. E.S. Mittler & Sohn, Berlin 1940. Digitalisat Titel und Inhaltsverzeichnis
- Walther Koerber, Hermann Wanderscheck, Hans Zugschwert: Mord! Spionage! Attentat! Die Blutspur des englischen Geheimdienstes und der Münchner Bomben-Anschlag. Wehrfront, Berlin 1940
- Dunkelmänner um Churchill. E. S. Mittler & Sohn, Berlin 1941.
- Das Märchen von der Wundergeige. Komponist: Kurt Heuser, Librettisten: Fritz Rügamer, Hermann Wanderscheck Uraufführung 5. Dezember 1942 in Stettin[41]
- Dramaturgische Appassionata. Max Beck, Leipzig 1943
- Ronald Jeans: Haben sie – oder haben sie nicht? Komödie. Für die deutsche Bühne bearbeitet. Bearb. H. W. Strassegg, Bad Reichenhall 1950
- Bimbam. Ein Märchen vom guten Geist der Musik. Komponiert von Kurt Heuser. Text Fritz Rügamer, Hermann Wanderscheck. Ahn & Simrock Bühnen- und Musikverlag, Berlin 1959.[42]
- Zwerg Huckepack. Ein Märchen nach „Schneeweißchen und Rosenrot“ der Brüder Grimm. Kiepenheuer & Witsch-Bühnenvertrieb, Köln 1960.[43][44]
- Aschenputtel. Kiepenheuer & Witsch-Bühnenvertrieb, Berlin 1960[45][46] Leseprobe des Textes.
- Schneewittchen. Kiepenheuer & Witsch-Bühnenvertrieb, Berlin 1965.[47]
- Rumpelstilzchen. Bühnenmärchen. Kiepenheuer & Witsch, Berlin 1969.[48]
- Der Froschkönig. Kiepenheuer & Witsch-Bühnenvertrieb, Köln o. J.[49]

### Artikel (Auswahl)
- Schöpferrische Propaganda. In: Münchener Neueste Nachrichten 1933, Nr. 228
- Ein Feldherr der Verleumdung. Lord Northcliffe im Werden und Werk. In: Münchener Neueste Nachrichten. 1934, Nr. 230.
- Hermann W. Anders: Theaterregie im Umbruch. In: Der Neue Weg vom 15. Oktober 1935, S. 453–454.[50]
- Hermann W. Anders: Die Verwandlung der Tragik. In: Bausteine zum deutschen Nationaltheater. Organ der N.S.-Kulturgemeinde. Franz Eher Nachfolger, München, September 1935, S. 262f.[51]
- Die Oper in der Gegenwart. In: Deutsche Theaterzeitung. Fach- und Korrespondenzblatt für das gesamte Theaterwesen. Berlin 1937, vom 13. Juli 1937.
- Die Erneuerung der deutschen Oper. In: Der Autor. Dramatiker Union. Der Autor-Verlag, Berlin 1937, Dezember 1937, S. 13.
- Der Schauspieler des Dritten Reiches – Gespräch mit Staatsschauspieler Lothar Müthel. In: Deutsche Theaterzeitung. Fach- und Korrespondenzblatt für das gesamte Theaterwesen. Berlin 1937 vom 13. Juni 1937.
- Die Oper in der Gegenwart. In: Deutsche Theaterzeitung. Fach- und Korrespondenzblatt für das gesamte Theaterwesen. Berlin 1937 vom 13. Juli 1937.
- Gespräch mit E. W. Möller. In: Deutsche Theaterzeitung. Fach- und Korrespondenzblatt für das gesamte Theaterwesen. Berlin, 25. Juli 1937[52]
- Grundsätzliche Darlegungen zur englischen Propaganda. In: Zeitungswissenschaft. Monatsschrift für internationale Zeitungsforschung. 13. Jg. Duncker & Humblot, Berlin, Nr. 12 vom 1. Dezember 1938, S. 809–818.
- Charakterisierende Schlager und dramatische Höhepunkte. In: Film-Kurier. Theater, Kunst, Varieté, Funk, Bild-Beilagen, kinotechnische Rundschau, Film-Musik, Tageszeitung. Franke, Berlin 1939, Nr. 6 vom 7. Januar 1939.
- Die Kunst der Propaganda und die Propaganda der Kunst für die Kunst. In: Dienst an der Presse. München 1939, S. 99–101.
- Das Problem des Tragischen im neuen Drama. In: Der Autor. Dramatiker Union. „Der Autor“-Verlag-GmbH, Berlin 1939, Nr. 3, S. 12–14.
- Lebende deutsche Dramatiker – Gerhard Schumann. In: Film-Kurier. Theater, Kunst, Varieté, Funk, Bild-Beilagen, kinotechnische Rundschau, Film-Musik, Tageszeitung. Franke, Berlin vom 18. Januar 1939.[53]
- Maske und Schauspieler. In: Programmheft der Volksbühne, Theater am Horst-Wessel-Platz. Zu: Der Pfarrer von Kirchfeld. Volksstück in 5 Bildern von Ludwig Anzengruber. Spielleitung Hermann Albert Schroeder. Berlin 1939.
- Die Verwandlung des Theaters im Dritten Reich (1939). Abgedruckt in: Gilman Sander (Hrsg.): NS-Literaturtheorie. Atheneum, Frankfurt 1971, S. 99–110.
- Die alliierten Greuelfabriken. In: Wille und Macht. Führerorgan der nationalsozialistischen Jugend. Jg. 8. Franz-Eher-Verlag, Berlin 1940, Heft 12 vom 15. Juni 1940, S. 5–8.
- Englisch – französische Haßpropaganda 1914–1940. Wille und Macht. Führerorgan der nationalsozialistischen Jugend. 8. Jg. Franz-Eher-Verlag, Berlin 1940. Heft 11 vom 1. Juni 1940, S. 12.
- Wolfgang Zeller, der Komponist ernster Filme – Musikalische Vorbereitungen zum „Jud Süß“. In: Film-Kurier. Theater, Kunst, Varieté, Funk, Bild-Beilagen, kinotechnische Rundschau, Film-Musik, Tageszeitung. Franke, Berlin vom 5. August 1940[54]
- Methoden der englischen Völkerverhetzung. In: Die Aktion. Kampfblatt für das Neue Europa. Nibelungen-Verlag, Berlin, Leipzig 1940. 2. Jg. November 1940. S. 86–92.[55]
- Felix Lützkendorf. Dichter- und Drehbuchautor. In: Filmwelt. Das Film- und Fotomagazin. Nr. 148 vom 29. November 1940.
- ' Hans Baumann vom Lyriker zum Dramatiker. In: Film-Kurier. Theater, Kunst, Varieté, Funk, Bild-Beilagen, kinotechnische Rundschau, Film-Musik, Tageszeitung. Franke, Berlin 1941 vom 11. Juni 1941.[56]
- Der bolschewistische Kunstbetrieb. Ein paar Beispiele jüdisch-bolschewistischer „Kultur“-Experimente. In: Neue Leipziger Tageszeitung, Leipzig 1941, Nr. 204 vom 28. Juli 1941.
- Theater der Freude – Zur Spielplangestaltung im Krieg. In: Programmheft zu Hermann Sudermanns Stück: „Die gutgeschnittene Ecke. Eine Tragikomödie in fünf Aufzügen“. Verlag Max Beck, Leipzig 1941.
- Siehst du im Osten das Morgenrot? In: Der Autor. Dramatiker Union. „Der Autor“-Verlag-GmbH, Berlin 1941, Juli/August, S. 110.
- Auf den Weg. In: Heinrich Zerkaulen: Die Brücke. Eine Auswahl aus seinem Schaffen. Einführung von Hermann Wanderscheck. Heimatbücherei, Berlin 1942, S. 9–24.
- Die Macht der Musik im Film. In: Film-Kurier. Theater, Kunst, Varieté, Funk, Bild-Beilagen, kinotechnische Rundschau, Film-Musik, Tageszeitung. Franke, Berlin 1942, vom 19. Januar 1942.
- Der Reichsdramatug. Zehn Jahre Schutzpatron des deutschen Theaters. In: Neue Leipziger Zeitung vom 17. August 1943.
- Die Situation des Theaters. (Goethe und das Theater). In: Deutsche Zeitung in Norwegen. Nr. 87 vom 13. April 1943.
- Ein Jahrhundert Operette. In: Das Musikleben. 3 (1950), S. 310–316.
- Bühnenmusik.In: Das Musikleben. 4 (1951), S. 106–110.
- Bühnenmusik, Dienerin am Werk. In: Die Bühnengenossenschaft. 3 (1951), S. 195–196.
- Das Theater in Westberlin. In: Freude an Büchern. Monatshefte für Weltliteratur. 5. Jg. Donau-Verlag, Wien 1954, S. 105–108.
- „Vor Sonnenuntergang“ wird neu verfilmt. Gottfried Reinhardt dreht Hauptmanns Drama. Hans Albers als Geheimrat Clausen. In: Generalanzeiger der Stadt Wuppertal. 4. Februar 1956, Nr. 30.
- Gerhart Hauptmann und der Film. In: Ostdeutsche Monatshefte. Kulturzeitschrift für den Osten – Aus Vergangenheit und Gegenwart. Begründet von Carl Lange. Siebenundzwanzigster Jahrgang. Helmut Rauschenbusch, Stollhamm 1956, Heft 9, Juni 1956, S. 563–566. (Gerhart Hauptmann Sonderheft)
- Musik im Schauspiel – Die Rolle der Bühnenmusik in den Berliner Theatern. In: Musikstadt Berlin zwischen Krieg und Frieden. Musikalische Bilanz einer Viermächtestadt. Zusammenstellung: Harald Kunz. Bote & Bock, Berlin, Wiesbaden 1956.
- Der Panzerturm hat keinen Ausgang. Goerings „Seeschlacht“ in Hannover. In: Frankfurter Abendpost vom 10.–11. September 1960.
- Alter Brummell und neuer Teufel. Bemerkenswerte Premieren bei den Berliner Festwochen. In: Weser Kurier vom 2. Oktober 1962.
- Polnischer Avantgardismus bei Barlog. Die Entlarvung der leeren Welt Zwei Einakter von Rosewicz in deutscher Erstaufführung. In: Frankfurter Abendpost. Frankfurt, 14. Juni 1963.
- Goetz mit der leichten Hand. Wie Kurt Goetz seine Frau kennenlernte. In: Programmheft: Curt Goetz: Dr. med. Hiob Prätorius. Komödie in 6 Bildern. (Neufassung). Großes Haus im Bayerischen Hof. Programmheft der Spielzeit 1966/67. Heft 3. Kleine Komödie München.
- Wenn Chatterton kommt. Interessante Premiere. In: Hamburger Abendblatt, 3. Februar 1970.